# Fabien Lefèvre
Fabien Lefèvre (n. 18 iunie 1982, Orléans, Franța) este un canoist ce a reprezentat Franța, medaliat olimpic. A participat la 2 ediții ale Jocurilor Olimpice (2004, 2008) în care a câștigat o medalie de argint și o medalie de bronz.